# TownHouse Galleria
Situato a Milano all'interno della Galleria Vittorio Emanuele II, il TownHouse Galleria è stato inaugurato il 7 marzo 2007, anniversario della cerimonia della posa della prima pietra della galleria, il 7 marzo 1865, da parte del re d'Italia Vittorio Emanuele II.
Dotato di 58 tra camere e suite, è uno dei pochi alberghi al mondo all'interno di un Monumento Nazionale. L'Hotel ospita inoltre il Museo "Il mondo di Leonardo Da Vinci" aperto sia agli ospiti che al pubblico esterno al secondo piano dell'albergo.
Nel 2018 è stato venduto e rinominato Galleria Vik Milano Hotel (5 stelle).